# Майар, Робер
Робе́р Майа́р (фр. Robert Maillart; 6 февраля 1872 года, Берн — 5 апреля 1940 года, Женева) — швейцарский инженер в области гражданского строительства. Является изобретателем системы железобетонных безбалочных перекрытий. Работы Майара положили начало созданию современных конструктивных систем из монолитного железобетона.

## Биография
Робер Майар родился 6 февраля 1872 года в Берне, Швейцария. Учился в цюрихской Политехнической федеральной школе у Вильгельма Риттера, эксперта в области железобетона. Получив в 1894 году степень инженера в области гражданского строительства, работал в различных инженерных фирмах. В 1902 году основал конструкторское бюро Maillart & Cie — к этому времени в его активе уже было несколько мостов, — а в 1905-м построил мост через Рейн в Таванасе, Швейцария (не сохранился), в котором впервые появляется придающее зрительную легкость конструкции характерное раздвоение арки в опорной части. В 1910 году Майар построил пятиэтажное складское здание с грибовидными перекрытиями в Цюрихе. В 1912 году Майар вместе с семьей переехал в переживавшую бум индустриализации Россию, где занимался строительством фабрик, складов и офисных зданий в Харькове, Риге и Санкт-Петербурге. В 1916 году у него умерла жена, а в 1917-м, после революции, он потерял все свои активы и вернулся в Швейцарию. В 1920 году Майаром была основана фирма, которая существует до сих пор под названием T‑Ingénierie SA. В 1924 году были открыты офисы в Берне и Женеве. В последующие полтора десятилетия Майар построил более двух десятков мостов и множество других сооружений. Классическими примерами мостов Майара являются мост через ущелье речки Сальгины (нем. Salginatobelbrücke) в Ширсе и мост Швандбах (Schwandbachbrücke). Первый — это трёхшарнирный арочный мост. Пролёт его арки коробчатого сечения равен 90 м (рекордный для того времени), а общая длина арки — 133 м. Мост Швандбах — это тонкая арка, связанная надарочными стойками с конструкцией проезжей части. Мост имеет в плане эллиптическую форму, так как расположен на повороте шоссе. Эти два моста признаны как за их изящество, так и за влияние, которое они оказали на дизайн и конструкторские решения в строительстве мостов.
Робер Майар умер в 1940 году после болезни, связанной с ДТП, в которое он попал в 1936 году.

## Работы
Большой список работ на немецком языке с географическими координатами

## Признание
- В 1937 году Королевский институт британских архитекторов избрал Робера Майара почётным членом.
- Мост через ущелье Сальгины (Salginatobelbrücke) внесён в Швейцарский реестр объектов культурного наследия[англ.][2]

## Галерея

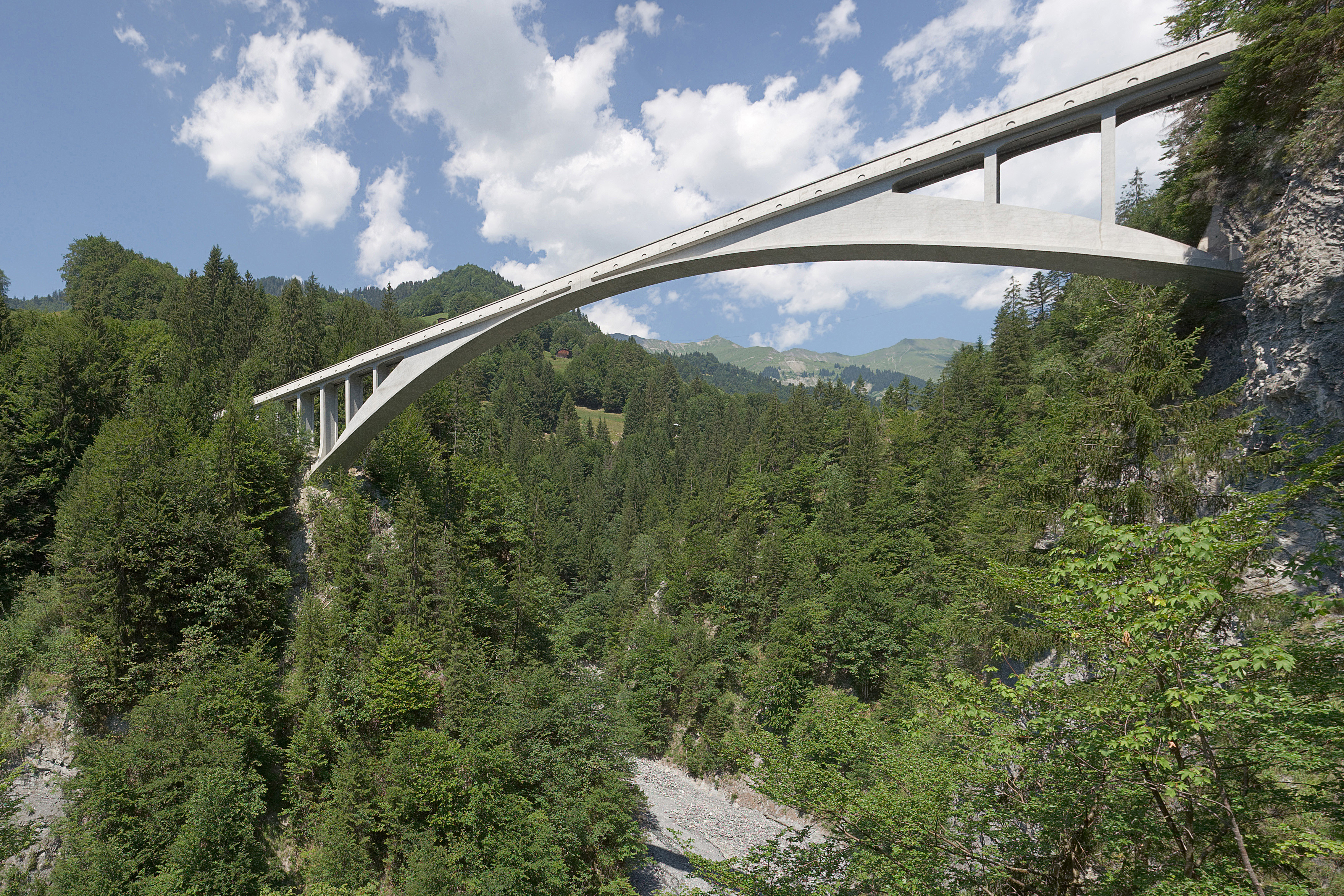
Мост через ущелье речки Сальгины[англ.]
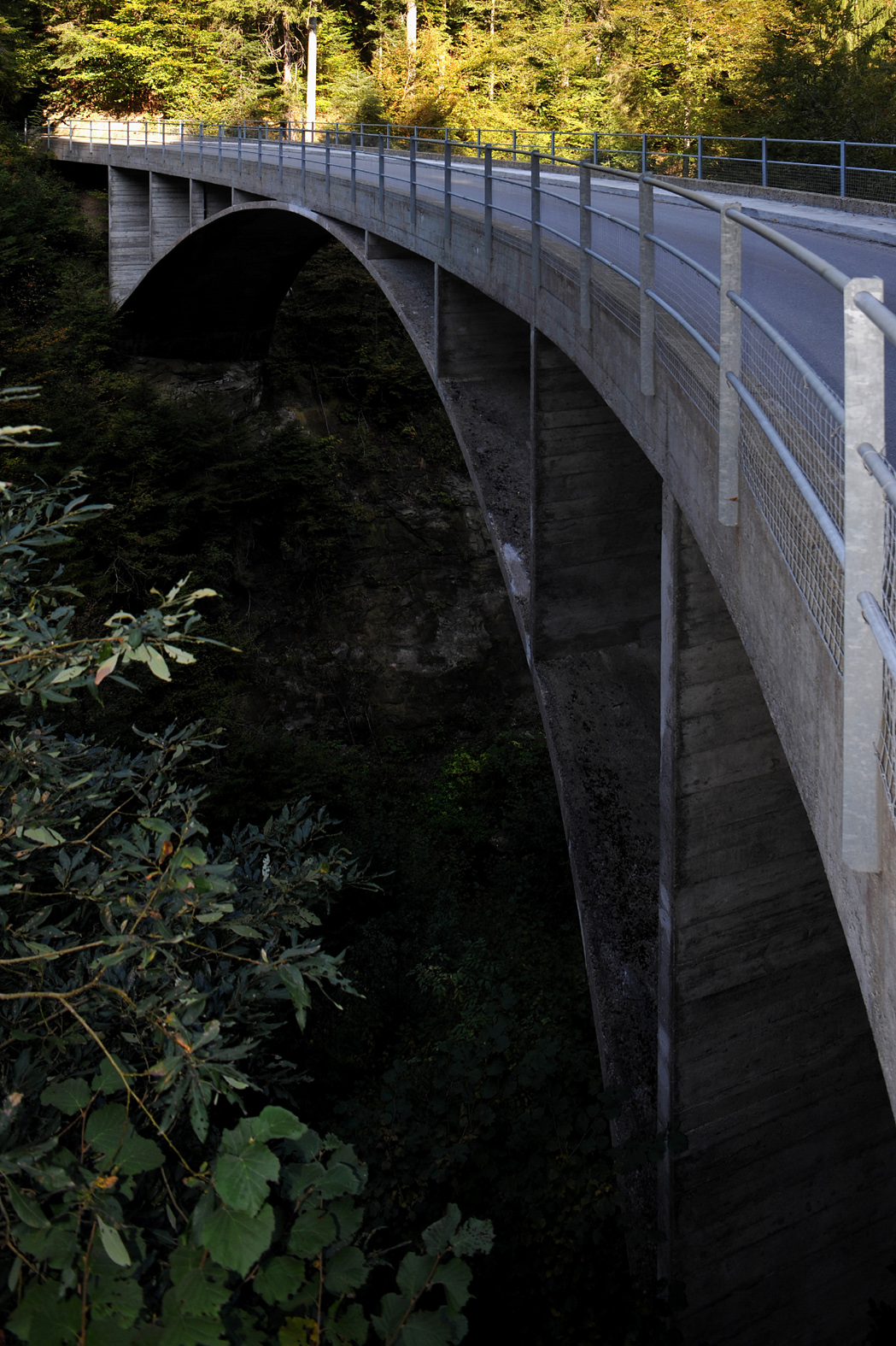
Мост Швандбах[англ.]
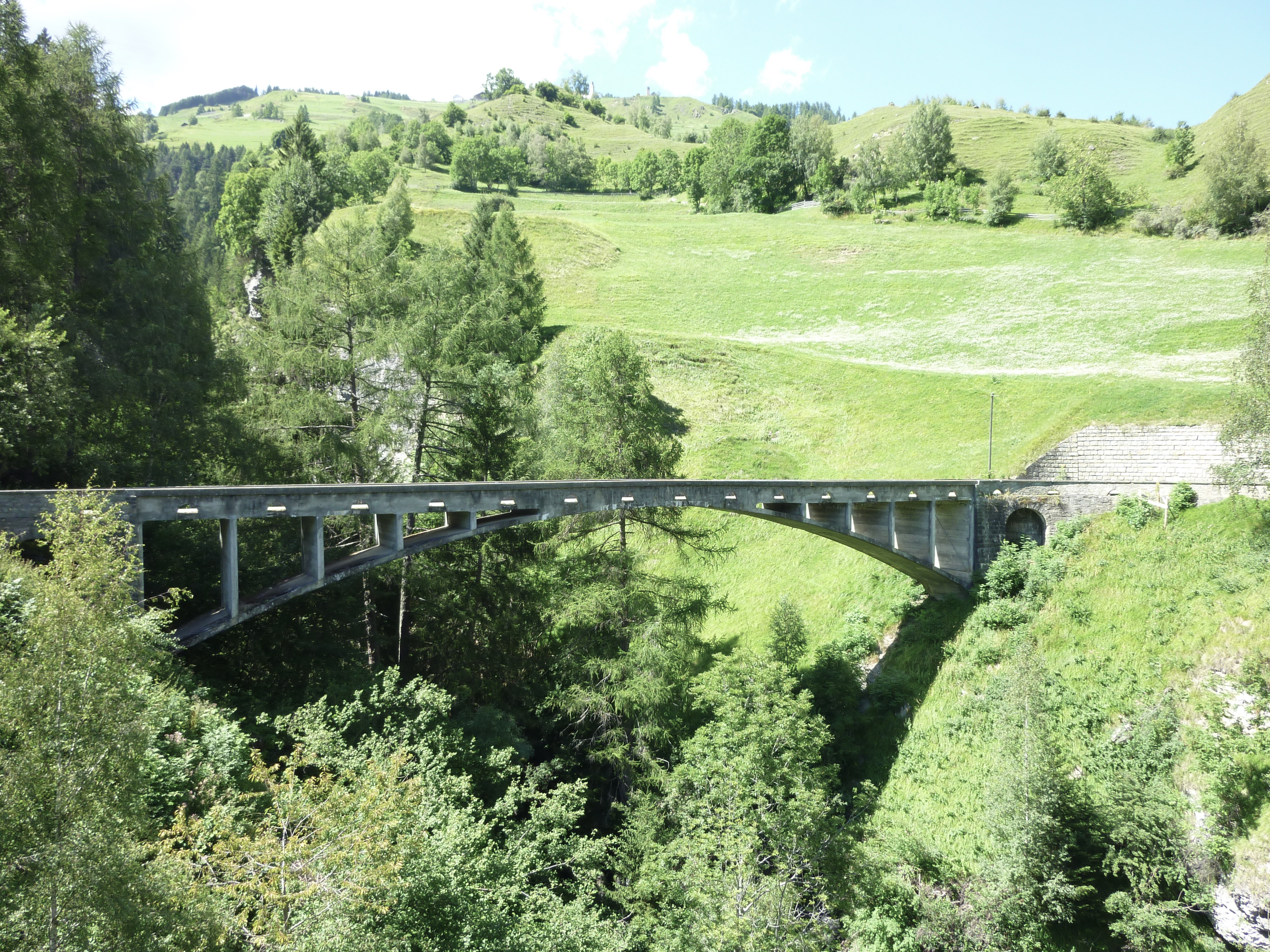
Мост Вальчиль[нем.] в коммуне Донат (о́круг Хинтеррайн, кантон Граубюнден, Швейцария)
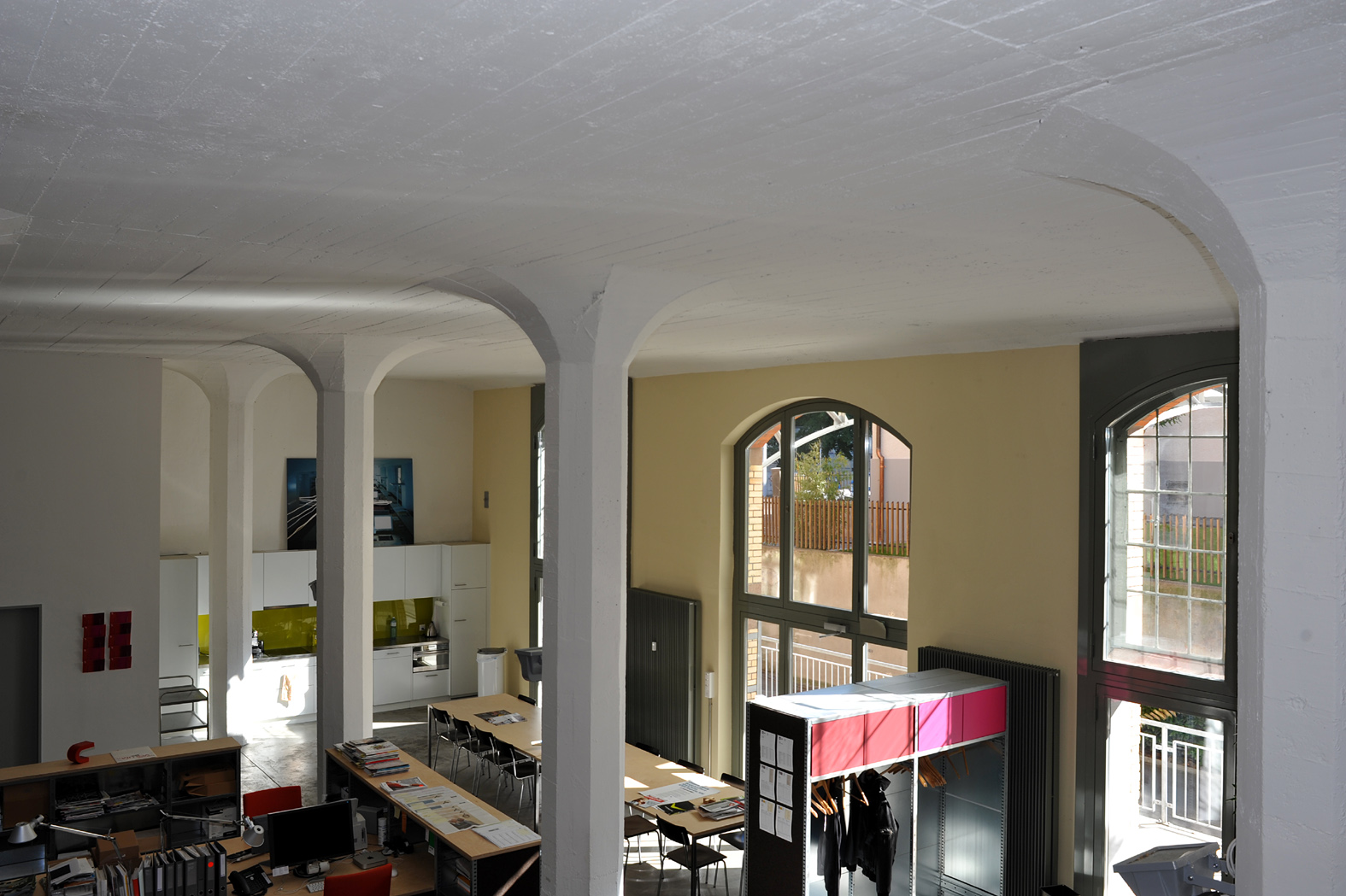
Бывший склад в Цюрихе, в котором Майар впервые применил грибовидные перекрытия
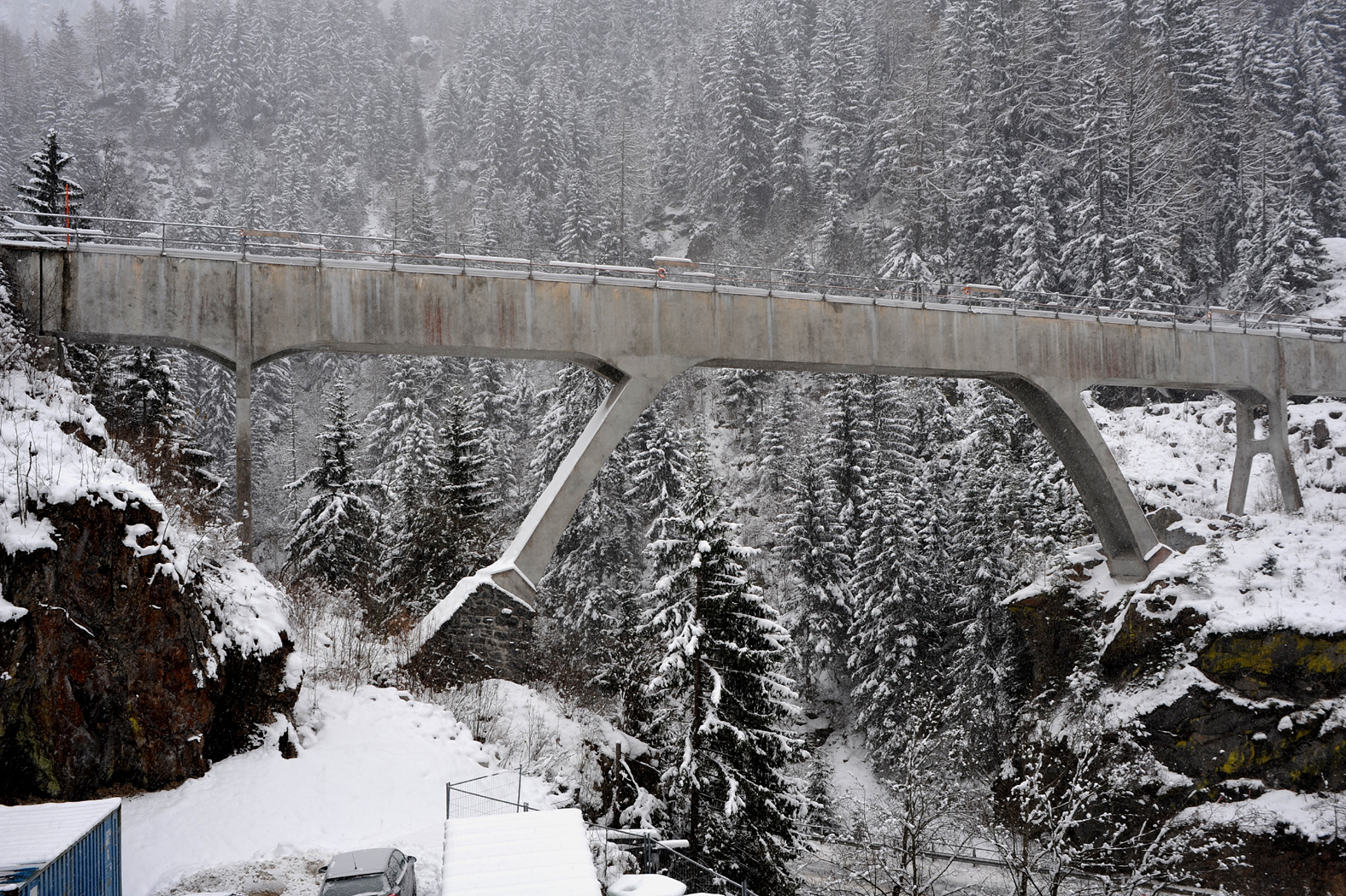
Акведук в деревне Ле-Шатлар[англ.] (о́круг Сен-Морис[англ.], кантон Вале, Швейцария)